# Calamagrostis trichodonta
Calamagrostis trichodonta là một loài thực vật có hoa trong họ Hòa thảo. Loài này được (Wedd.) Soreng mô tả khoa học đầu tiên năm 2003.